# Louis-Henri-Joseph Luçon
Louis-Henri-Joseph Luçon, francoski rimskokatoliški duhovnik, škof in kardinal, * 28. oktober 1842, Maulévrier, † 28. maj 1930.

## Življenjepis
23. decembra 1856 je prejel duhovniško posvečenje.
8. novembra 1887 je bil imenovan za škofa Belleyja; potrjen je bil 25. novembra istega leta. 8. februarja 1888 je prejel škofovsko posvečenje in 24. februarja istega leta je bil ustoličen.
21. februarja 1906 je bil imenovan za nadškofa Reimsa.
16. decembra 1907 je bil povzdignjen v kardinala in imenovan za kardinal-duhovnika S. Maria Nuova.